# Hyptia guatemalensis
Hyptia guatemalensis är en stekelart som först beskrevs av Cameron 1888.  Hyptia guatemalensis ingår i släktet Hyptia och familjen hungersteklar. Inga underarter finns listade i Catalogue of Life.